# Eleftheria i thanatos

Quốc kỳ Hy Lạp

Eleftheria i thanatos (tiếng Hy Lạp: Ελευθερία ή θάνατος, [elefθeˈria ˈi ˈθanatos]; "Không tự do, chi bằng chết") là tiêu ngữ của Hy Lạp, có nguồn gốc từ những bài hát kháng chiến của quốc gia này. Nó được Filiki Eteria, một tổ chức bí mật thành lập nhằm lật đổ ách thống trị của Đế quốc Ottoman, thông qua vào năm 1814.

## Tổng quan
Tiêu ngữ này ra đời trong thời kỳ Chiến tranh giành độc lập Hy Lạp vào những năm 1820, đóng vai trò là khẩu hiệu xung trận của những người Hy Lạp đứng lên lật đổ sự cai trị của Ottoman. Tiêu ngữ được thông qua sau cuộc chiến và vẫn được sử dụng cho đến ngày nay. Một trong những lời giải thích về chín sọc trên cờ Hy Lạp cho rằng chúng đại diện cho chín âm tiết của tiêu ngữ, trong đó năm sọc xanh dương là các âm tiết của Eleftheria và bốn sọc trắng là i thanatos. Tiêu ngữ vẫn đã và đang tượng trưng cho quyết tâm của nhân dân Hy Lạp chống lại sự chuyên chế và áp bức.

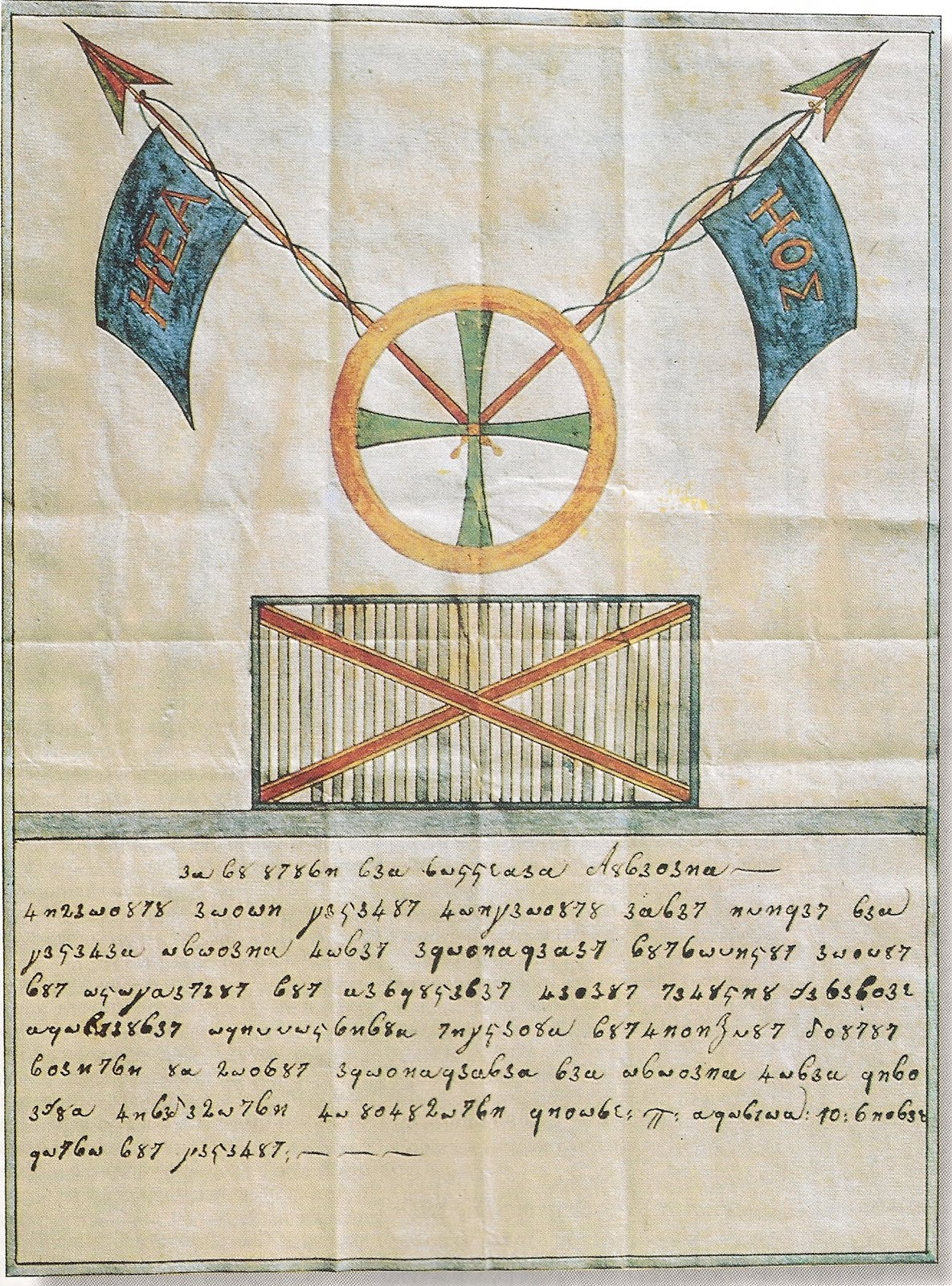
Biểu tượng của tổ chức Filiki Eteria

Biểu tượng của tổ chức Filiki Eteria có hai lá cờ với các chữ cái ΗΕΑ và ΗΘΣ. Chúng tượng trưng cho Ή ΕλευθερίΑ Ή ΘάνατοΣ, dịch nghĩa là "Không Tự do, chi bằng Chết".